# Nesticus utatsuensis
Espèce
Nesticus utatsuensis est une espèce d'araignées aranéomorphes de la famille des Nesticidae.

## Distribution
Cette espèce est endémique de la préfecture de Miyagi au Japon.

## Description
Le mâle holotype mesure 4,63 mm et la femelle paratype 4,75 mm, les mâles mesurent de 4,00 à 4,63 mm et les femelles de 4,31 à 5,00 mm.

## Étymologie
Son nom d'espèce, composé de utatsu et du suffixe latin -ensis, « qui vit dans, qui habite », lui a été donné en référence au lieu de sa découverte, Utatsu.

## Publication originale
- Tanikawa & Yawata, 2013 : A new species of the genus Nesticus (Araneae: Nestcidae) from Miyagi Prefecture, Japan. Acta Arachnologica, vol. 62, no 2, p. 109-110 (texte intégral).